# Jean Geoffroy

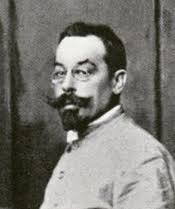
Jean Geoffroy

Henri Jules Jean Geoffroy (Marennes, 1 de marzo de 1853-París, 15 de diciembre de 1924) fue un pintor e ilustrador francés.

## Biografía
Su padre era tapicero. Fue alumno de Léon Bonnat, Eugène Levasseur y Adolphe Yvon.
Asiduo al Salón de París y luego al Salón de los artistas franceses, ganó la medalla de oro en la Exposición Universal de París de 1900 y le otorgaron la Legión de Honor en 1885.
Hacia 1876 conoció a Pierre-Jules Hetzel quien lo contrató para ilustrar sus libros infantiles. Desde 1880 firmó como « Geo ».